# Boarmia pallida
Boarmia pallida là một loài bướm đêm trong họ Geometridae.